# سيرج كاردين
سيرج كاردين هو سياسي كندي، ولد في 2 يوليو 1950 في شيربروك في كندا. نشط حزبياً في الحزب الكيبيكي والكتلة الكيبيكية.

## مناصب
- في الانتخابات الاتحادية الكندية 2008 [الإنجليزية]‏، انتخب عضو مجلس العموم الكندي عن دائرة Sherbrooke (federal electoral district) [الإنجليزية]‏ وقد انضم خلال فترته النيابية [الإنجليزية]‏ (14 أكتوبر 2008 – 1 مايو 2011) للكتلة البرلمانية الكتلة الكيبيكية.
- انتخب عضو مجلس العموم الكندي عن دائرة Sherbrooke (federal electoral district) [الإنجليزية]‏ وقد انضم خلال فترته النيابية [الإنجليزية]‏ للكتلة البرلمانية الكتلة الكيبيكية.
- انتخب عضو مجلس العموم الكندي عن دائرة Sherbrooke (federal electoral district) [الإنجليزية]‏ وقد انضم خلال فترته النيابية [الإنجليزية]‏ للكتلة البرلمانية الكتلة الكيبيكية.
- انتخب عضو مجلس العموم الكندي عن دائرة Sherbrooke (federal electoral district) [الإنجليزية]‏ وقد انضم خلال فترته النيابية [الإنجليزية]‏ للكتلة البرلمانية الكتلة الكيبيكية.
- انتخب عضو مجلس العموم الكندي وقد انضم خلال فترته النيابية [الإنجليزية]‏ للكتلة البرلمانية الكتلة الكيبيكية.
- انتخب عضو الجمعية الوطنية في كيبك [الإنجليزية]‏.
- انتخب Sherbrooke (federal electoral district) [الإنجليزية]‏.
- انتخب Sherbrooke (provincial electoral district) [الإنجليزية]‏.

## وصلات خارجية
- الموقع الرسمي